# Priolepis squamogena
Priolepis squamogena es una especie de peces de la familia de los Gobiidae en el orden de los Perciformes.

## Morfología
Los machos pueden llegar a alcanzar los 2,9 cm de longitud total.

## Distribución geográfica
Se encuentra desde la Isla Howland (Estados Unidos) hasta las Islas de la Sociedad, las Islas Marquesas y Pitcairn.

## Observaciones
Es inofensivo para los humanos.